# Diparopsis perditor
Diparopsis perditor är en fjärilsart som beskrevs av Clements 1951. Diparopsis perditor ingår i släktet Diparopsis och familjen nattflyn. Inga underarter finns listade i Catalogue of Life.